# José Luis Araneda Carrasco
José Luis Araneda Carrasco (Chillán, Chile 28 de agosto de 1848-Santiago, Chile  19 de enero de 1912) militar chileno, también conocido en el Ejército de Chile como "Héroe de Sangra", participó en la Guerra del Pacífico y en la Guerra Civil de 1891.

## Inicios
Se enrola muy joven en el ejército en 1865, con motivo del estallido de la guerra contra España. Entre 1867 y 1871 participa en la pacificación de la Araucanía, recibiendo el grado de subteniente al terminar su comisión en esa campaña.

## Guerra del Pacífico
En 1875, es destinado al batallón Buin 1.º de Línea, con el que estará presente en todas las campañas de la Guerra del Pacífico. Toma parte en el desembarco chileno en Pisagua el 2 de noviembre de 1879 y es ascendido a capitán en 1880. Participa en la Batalla de Tacna y en la batalla de Arica; hace también toda la campaña por la toma de Lima y permanece en el Perú junto a su regimiento luego de tomada esta ciudad, durante la llamada Campaña de la Sierra. 
Durante esta campaña y al comando de un destacamento del Regimiento Buin, se ve involucrado en la Batalla de Sangra el 26 de junio de 1881, en la cual es apodado "Héroe de Sangra" al resistir contra setecientos militares peruanos.

## Guerra civil y retiro
Participa en la Guerra Civil de 1891 en el bando gobiernista, lo que le ocasiona su llamada a retiro tras el triunfo de las fuerzas revolucionarias en septiembre de 1891. Es restituido en 1899 comisionándosele en el batallón Rancagua donde permanece hasta su retiro definitivo en 1907.
Muere en Santiago el 19 de enero de 1912. Sus restos descansan en los patios del Regimiento de Infantería n.º 1 Buin del 1° de Línea del Coronel Juan de Dios Vial Santelices.
Actualmente el Regimiento de Infantería n.º 12 "Sangra" lleva su nombre patronímico.